# Slag bij Chalk Bluff
De Slag bij Chalk Bluff vond plaats op 1 mei en 2 mei 1863 in Dunklin County,  Missouri en Clay County, Arkansas tijdens de Amerikaanse Burgeroorlog. Brigadegeneraal William Vandever, bevelhebber van de 2nd Division, Army of the Frontier, slaagt er niet in om de terugtocht van brigadegeneraal John S. Marmaduke te stoppen. Hoewel deze slag een Zuidelijke tactische overwinning was, had Marmaduke te veel mannen verloren. Hij zou de nodige tijd nodig hebben om zijn strijdmacht hiervan te laten herstellen.
In de lente van 1863 vertrok Marmaduke met 5.000 soldaten vanuit Arkansas naar het zuidoosten van Missouri. Na de Zuidelijke nederlaag bij Cape Girardeau trok Marmaduke zich terug op 27 april naar Helena, Arkansas. Hij marcheerde langs Crowley’s Ridge, een heuvelrug die omgeven was door moerassen. Hierdoor waren zijn flanken beschermd. Noordelijke eenheden aangevoerd door Vandever hadden Marmaduke achtervolgd tot Chalk Bluff, Arkansas. Daar moest Marmaduke de St. Francis River oversteken. De steile kalkrijke oevers zorgde ervoor dat dit geen gemakkelijke opgave was.
Om de oversteek te beveiligen, stelde Marmaduke een achterhoede op langs de heuvelrug. Ondertussen bouwde zijn genie een brug over de rivier om het gemakkelijker te maken voor zijn paarden om over te steken. Zijn voorhoede stond opgesteld bij Four Mile terwijl hij zijn reserves bij Gravel Hill had geposteerd. De soldaten groeven zich in om de eventuele Noordelijke aanval gemakkelijker op te kunnen vangen.
Op 1 mei opende Vandever de aanval. Hij slaagde er niet in om de Zuidelijken van de heuvelrug te verdrijven. Hoewel Marmadukes achterhoede veel soldaten verloor, werden de Noordelijken lang genoeg afgehouden zodat de Zuidelijken de rivier konden oversteken. Deze zware verliezen had ook een nadeel omdat Marmaduke hierna niet onmiddellijk meer in staat was om tot offensieve acties over te gaan.